# Jukjeon-dong, Daegu
Jukjeon-dong (koreanska: 죽전동) är en stadsdel i staden Daegu i den centrala delen av Sydkorea, 240 km sydost om huvudstaden Seoul. Den ligger i stadsdistriktet Dalseo-gu.